# Бічуя Ніна Леонідівна
Ні́на Леоні́дівна Бічуя́ (нар. 24 серпня 1937, Київ) — українська письменниця.

## Життєпис
Народилася 24 серпня 1937 року в Києві. Нині мешкає у Львові.
Навчалась у львівській СШ № 5. Закінчила факультет журналістики Львівського університету. Займалася журналістською роботою. Працювала завлітом та модельєром Львівського театру юного глядача.
У 1989—1997 роках була редактором газети «Просвіта».

## Творчість
Ніна Бічуя є авторкою книг «Дрогобицький звіздар» (1970), «Повісті», «Квітень у човні» (1981), «Родовід», «Бенефіс», «Десять слів поета» (1986) та книжок для дітей — «Канікули в Світлогорську» (1967), «Шпага Славка Беркути» (1968), «Звичайний шкільний тиждень» (1973), «Яблуня і зернятко» (1983). Новели та повісті, перевидані у 2000-х роках, увійшли до книжок «Землі роменські», «Великі королівські лови» (Літературна агенція «Піраміда», 2011), «Три театральні повісті» (видавництво «Срібне слово», 2015).
Перекладає польську художню літературу українською мовою, зокрема твори Ольги Токарчук, Яцека Бохенського, Людвіка Єжи Керна, Єжи Ґротовського.

## Відзнаки та нагороди
- Орден Усмішки (2001)[1].